# Colletes bumeliae
Colletes bumeliae är en biart som beskrevs av Neff 2004. Colletes bumeliae ingår i släktet sidenbin, och familjen korttungebin. Inga underarter finns listade i Catalogue of Life.